# Honings
Honings ist ein Gemeindeteil der Gemeinde Hetzles im Landkreis Forchheim (Oberfranken, Bayern).

## Geografie
Das im Erlanger Albvorland gelegene Dorf liegt etwa zwei Kilometer westnordwestlich des Ortszentrums von Hetzles auf einer Höhe von 358 m ü. NHN.

## Geschichte
Bis zum Beginn des 19. Jahrhunderts unterstand Honings der Landeshoheit des Hochstifts Bamberg. Die Dorf- und Gemeindeherrschaft übte das Amt Neunkirchen als Vogteiamt aus. Auch die Hochgerichtsbarkeit stand diesem Amt  als Centamt zu.
Als das Hochstift Bamberg infolge des Reichsdeputationshauptschlusses 1802/03 säkularisiert und unter Bruch der Reichsverfassung vom Kurfürstentum Pfalz-Baiern annektiert wurde, wurde Honings ein Teil der bei der „napoleonischen Flurbereinigung“ in Besitz genommenen neubayerischen Gebiete.
Durch die Verwaltungsreformen zu Beginn des 19. Jahrhunderts im Königreich Bayern wurde Honings mit dem Zweiten Gemeindeedikt 1818 ein Teil der Ruralgemeinde Hetzles, zu der damals auch das später nach Neunkirchen umgemeindete Dorf Baad gehörte.

## Verkehr
Die von Neunkirchen kommende Staatsstraße 2243 führt am südwestlichen Ortsrand vorbei und verläuft weiter nach Effeltrich. Eine Gemeindeverbindungsstraße verbindet den Ort mit Hetzles. Vom ÖPNV wird das Dorf an einer Haltestelle der Buslinie 224 des VGN bedient. Der nächstgelegene Bahnhof befindet sich in Baiersdorf an der Bahnstrecke Nürnberg–Bamberg.

## Sehenswürdigkeiten

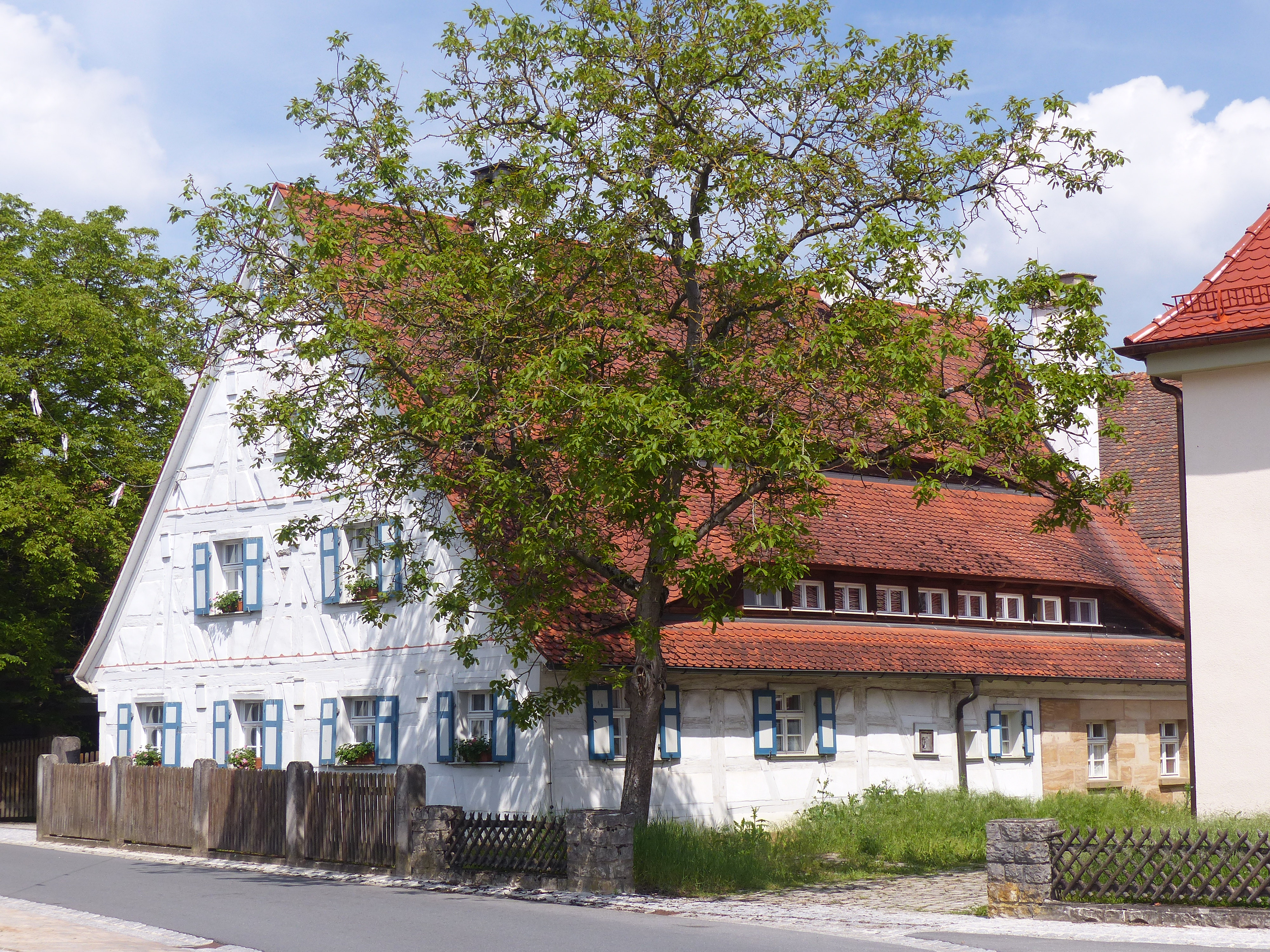
Der ehemalige Marxenhof, ein Bauernhaus aus dem frühen 18. Jh.

In und um Honings gibt es sechs denkmalgeschützte Objekte, darunter zwei Bauernhäuser.